# Wildparkstadion
Il Wildparkstadion è uno stadio di calcio situato a Karlsruhe, in Germania. Ospita le partite casalinghe della squadra di calcio del Karlsruher SC.
Si trova a nord-est del castello di Karlsruhe (Schloss) e si trova nella parte dell'ex parco dei cervi (Wildpark) dei granduchi di Baden nell'Hardtwald, da cui il nome. Ci sono stati campi di calcio dal 1922 in questa zona e lo stadio è stato costruito nel 1955, con diversi lavori di ristrutturazione nel 1978, nel 1986 e tra il 1991 e il 1993 (con gli architetti Thomas Großmann e Lucy Hillebrand). Dal 2018 è in corso un'ulteriore ristrutturazione con demolizione e ricostruzione parziale, la cui fine è prevista per il 2022.